# Melanocamenta aruschana
Melanocamenta aruschana är en skalbaggsart som beskrevs av Moser 1919. Melanocamenta aruschana ingår i släktet Melanocamenta och familjen Melolonthidae. Inga underarter finns listade i Catalogue of Life.